# Nobuko Imai
Pour les articles homonymes, voir Imai.
Nobuko Imai (今井 信子, Imai Nobuko), née le 18 mars 1943 à Tokyo, est une altiste japonaise.

## Biographie
Elle est née pendant la Seconde Guerre mondiale, en 1943, à Tokyo. Elle a commencé l'apprentissage du violon à 6 ans, puis celui de l'alto à 15 ans. Elle a effectué des études de violon, d'alto et de musique de chambre (en particulier avec Hideo Saito) à l'École de musique Toho. Puis elle a poursuivi à Yale et à la Juilliard School (avec notamment Walter Trampler),. Nobuko Imai a remporté les premiers prix des concours internationaux de Munich et de Genève.
Ancienne membre du Quatuor Vermeer, Nobuko Imai a mené de front une carrière internationale de soliste  et des activités d'enseignement aux conservatoires d'Amsterdam, de Genève ainsi qu'au Conservatoire Supérieur et Académie de Musique Tibor Varga à Sion. Elle a donné des concerts avec de nombreux orchestres (Orchestre philharmonique de Berlin, Royal Concertgebouw, Orchestre philharmonique de Vienne, Stockholm Philharmonic, London Symphony Orchestra, les orchestres de la BBC, Orchestre philharmonique de Radio France, Orchestre symphonique de Boston, Orchestre symphonique de Chicago). Elle retourne au Japon plusieurs fois par an, où elle est conseillère artistique du Casals Hall’s annual Viola Space project et du Casals Hall Ensemble.
Chambriste recherchée, elle se produit souvent (ou s'est produite) aux côtés d’artistes prestigieux tels que Gidon Kremer, Yo-Yo Ma, Itzhak Perlman, András Schiff, Isaac Stern et Pinchas Zukerman. Actuellement, elle joue dans le Quatuor Michelangelo aux côtés de Mihaela Martin, Daniel Austrich et Frans Helmerson.
En 1996, elle a reçu le prix du Suntory Hall, le prix de musique le plus prestigieux au Japon, accordé par un jury unanime.